# Katrin Lompscher

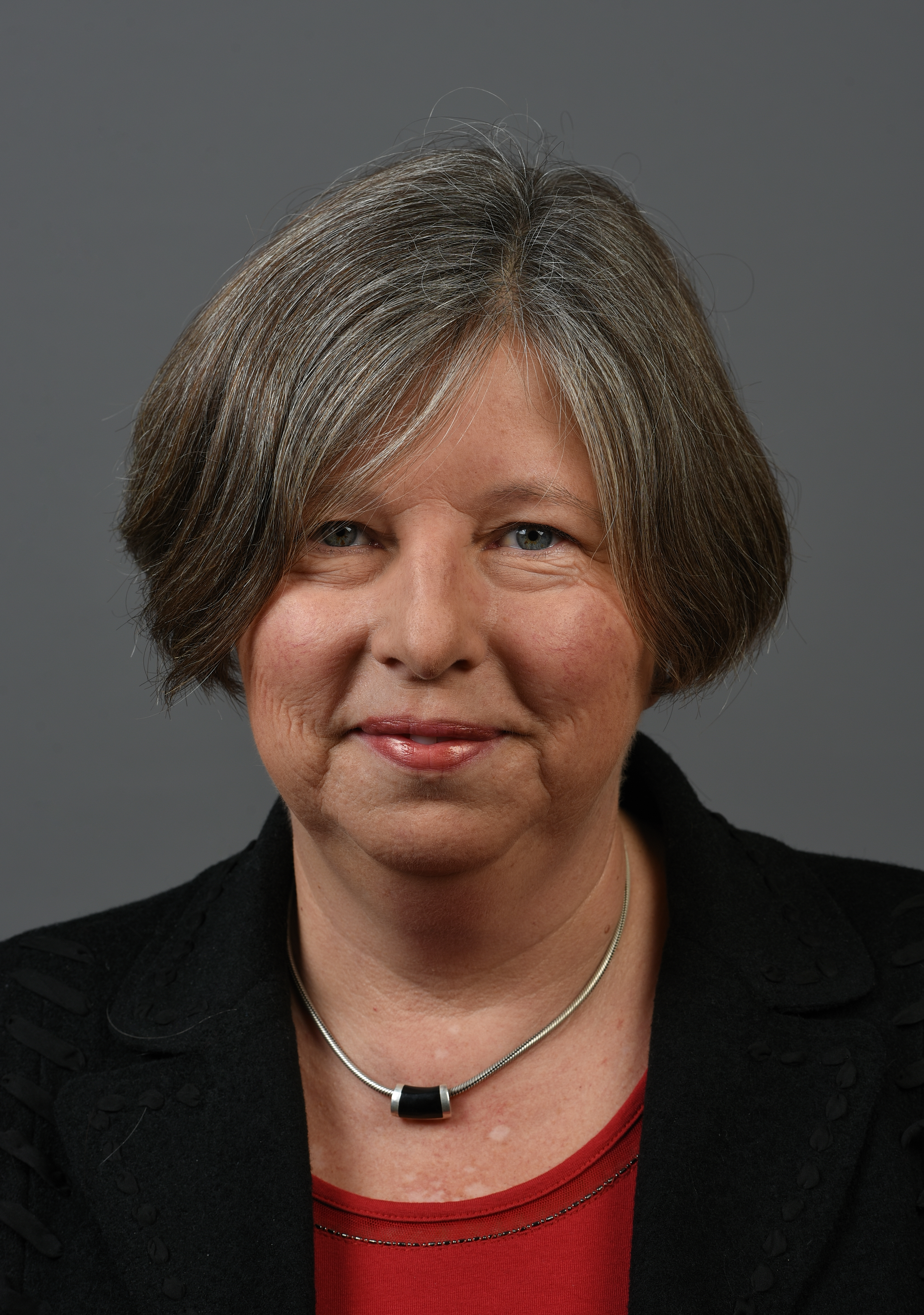
Katrin Lompscher, 2017

Katrin Lompscher (geboren 7. April 1962 in Ost-Berlin) ist eine deutsche Politikerin der Partei Die Linke. Sie war im Land Berlin von November 2006 bis November 2011 Senatorin für Gesundheit, Umwelt und Verbraucherschutz sowie von Dezember 2016 bis August 2020 Senatorin für Stadtentwicklung und Wohnen.

## Leben
Katrin Lompscher wuchs gemeinsam mit zwei Geschwistern in Ost-Berlin auf, ihr Vater war der Psychologieprofessor Joachim Lompscher. 1978 bis 1981 machte sie eine Berufsausbildung mit Abitur zur Baufacharbeiterin. 1981 bis 1986 folgte ein Studium an der Hochschule für Architektur und Bauwesen Weimar, das sie als Diplomingenieurin für Städtebau abschloss. Nach der Geburt ihres Sohnes begann sie 1987 als wissenschaftliche Mitarbeiterin an der Bauakademie der DDR, Institut für Städtebau und Architektur. Diese Einrichtung wurde 1990 in Deutsche Bauakademie umbenannt und bestand bis Ende 1991. Von 1992 bis 1996 war sie wissenschaftliche Mitarbeiterin am Nachfolgeinstitut Institut für Regionalentwicklung und Strukturplanung in Berlin und Erkner.

## Politischer Werdegang
Im Jahr 1981 trat Lompscher in die SED ein. Nach der deutschen Wiedervereinigung blieb sie Mitglied in der zur Partei des Demokratischen Sozialismus (PDS, seit 2007: Die Linke) umbenannten Partei. Von 1996 bis 2000 war sie wissenschaftliche Mitarbeiterin der PDS-Fraktion im Berliner Abgeordnetenhaus. Von Dezember 2001 bis Oktober 2006 war Lompscher Bezirksstadträtin für Stadtentwicklung im Bezirksamt Lichtenberg und damit verantwortlich für die Stadtplanung, die Vermessung, das Bau- und Wohnungsaufsichtsamt sowie das Amt für Bauen und Verkehr. Im November 2006 übernahm sie in der rot-roten Landesregierung unter Klaus Wowereit den Posten der Senatorin für Gesundheit, Umwelt und Verbraucherschutz. In ihr Ressort fiel auch die Einführung der Umweltzone in Berlin, die der Berliner Senat bereits 2005 wegen Überschreitung der EU-Schadstoffgrenzwerte beschlossen hatte. Seit der Gründung des Berliner Landesverbands der Partei Die Linke am 1. Juli 2007 war sie bis 21. Oktober 2012 dessen stellvertretende Vorsitzende.
Von 2011 bis 2017 war sie Mitglied des Abgeordnetenhauses von Berlin. Lompscher war stellvertretende Fraktionsvorsitzende und Sprecherin für Stadtentwicklung, Bauen und Wohnen.
Da nach der Berlinwahl 2016 eine Fortsetzung der rot-schwarzen Regierung unmöglich war, bildete die SPD zusammen mit der Linken und dem Bündnis 90/Die Grünen die neue Landesregierung. Am 8. Dezember 2016 übernahm Lompscher im Senat Müller II als Senatorin das Ressort für Stadtentwicklung und Wohnen. Ihr Mandat im Abgeordnetenhaus legte sie am 31. Januar 2017 nieder; Philipp Bertram rückte für sie nach. Lompscher trat am 2. August 2020 von ihrem Posten zurück, nachdem bekannt geworden war, dass sie Vergütungen für Aufsichtsratsposten in landeseigenen Unternehmen nicht wie vorgeschrieben an die Landeskasse gezahlt hatte. Nachdem Lompscher die Korrektur ihrer Steuerbescheide beim Finanzamt beantragt hatte, leitete die Berliner Staatsanwaltschaft ein förmliches Ermittlungsverfahren wegen des Verdachts auf eine Steuerstraftat ein. Das Verfahren wurde 2021 eingestellt.
Bis 2022 gehörte Lompscher dem Parteivorstand der Linken an.

## Kritik

### Holm-Affäre
In ihrer Funktion als Bausenatorin schlug Lompscher dem Senat von Berlin im Dezember 2016 Andrej Holm als Staatssekretär für Wohnen vor, der daraufhin vom Senat berufen wurde. Holm trat wenig später zurück, nachdem bekannt wurde, dass er von 1989 bis 1990 als Hauptamtlicher Mitarbeiter beim DDR-Ministerium für Staatssicherheit beschäftigt war, diese Tätigkeit aber gegenüber seinem bisherigen Arbeitgeber, der Humboldt-Universität, geleugnet hatte.

### „Nicht-Bau-Senatorin“
Ein Kommentator des Der Tagesspiegel vom 6. Juli 2018 kritisierte Lompscher als „Bauverhinderungssenatorin“, nachdem die Zahlen für bezahlbare Neubauten mehrmals nach unten korrigiert worden waren. Lompscher habe außerdem eine bizarre Personalentscheidung getroffen, als sie die zentrale Abteilung für Berlins Wohnungsbau mit Sandra Obermeyer besetzte, die vorher Jugendstadträtin war und daher fachfremd sei. Die CDU forderte im Mai 2018 Lompschers Entlassung.
Im September 2017 unterzeichneten die Geschäftsführer der sechs landeseigenen Wohnungsbaugesellschaften einen Brandbrief an Lompscher. Sie stoße trotz der akuten Wohnungsnot neue Bauvorhaben schleppend und umständlich an und gäbe landeseigene Bauflächen nur spärlich frei. Sie kritisierten auch die Bearbeitungsweise von Bauanträgen und Siedlungsvorhaben.
Laut einer Aufstellung der IHK Berlin gab es 2018 nur halb so viele festgesetzte Bebauungspläne wie im Jahre 2016, dem letzten Amtsjahr von Lompschers Vorgänger. Einige Politiker der SPD hätten Lompscher auch als „Nicht-Bau-Senatorin“ bezeichnet.

### Teilnahme an der „Mietenwahnsinn“-Demonstration
Am 6. April 2019 nahm die Bausenatorin an der großen „#Mietenwahnsinn“-Demonstration teil. Dies erregte Aufsehen, weil Lompscher als Mitglied der Berliner Landesregierung gegen wohnungswirtschaftliche Verhältnisse protestierte, für die ihre Partei bzw. sie selbst langjährig verantwortlich gewesen sei. Lompscher habe "privat" an der „#Mietenwahnsinn“-Demonstration teilgenommen, teilte ihre Sprecherin mit.

### Nebeneinkünfte-Affäre
Im Juli 2020 ergab eine Anfrage der AfD-Abgeordneten Kristin Brinker an die Senatsfinanzverwaltung, dass Lompscher in den Jahren 2017, 2018 und 2019 ihre Bezüge für Tätigkeiten in Verwaltungs- und Aufsichtsräten von landeseigenen Betrieben in Höhe von insgesamt 15.427 Euro beim Finanzamt nicht angegeben hatte und daher nach Abzug der zulässigen Nebeneinkünfte der Landeskasse rund 5.900 Euro schuldete. Nach einer Presseanfrage beglich Lompscher im Juli 2020 die Schuld, indem sie 7.000 Euro zahlte. Am 2. August 2020 erklärte sie ihren Rücktritt als notwendige Konsequenz ihres Fehlers und schied somit aus dem Senat aus.

## Positionen
Lompscher, die sich selbst als „Genussraucherin“ bezeichnet, äußerte sich in ihrer Zeit als Gesundheitssenatorin für einen starken Nichtraucherschutz, aber gegen ein „militantes Rauchverbot“.
Als Senatorin für Stadtentwicklung beschränkte sie 2017 den Bau teurer Dachgeschosswohnungen, indem sie die Bezirke anwies, für den notwendigen Brandschutz nur dann Bäume zu beschneiden, wenn preiswerter Wohnungsbau das erfordere. Ihre geänderten Bauvorschriften verfolgten „Berliner Ziele zum Umwelt- und Klimaschutz“ und stärkten „Rettungswegekonzepte zugunsten des vorhandenen Baumbestandes und damit zum Vorteil für das Stadtklima“.
Sie befürwortet die Rekonstruktion der Berliner Bauakademie von Karl Friedrich Schinkel.
Sie unterstützte den Berliner Mietendeckel, dessen Vereinbarkeit mit dem Grundgesetz viele Juristen bezweifelten. Das Bundesverfassungsgericht stellte mit Beschluss vom 15. April 2021 fest, dass dem Land Berlin die Gesetzgebungskompetenz für die Regelung fehlte, und erklärte das Mietendeckel-Gesetz daher nichtig.

## Ehrenämter
Katrin Lompscher wurde im Juli 2021 in den Vorstand der Wohnungsgenossenschaft Mollstraße e.G. gewählt.